# Período de incubación
El período de incubación es el tiempo comprendido entre la exposición a un agente biológico, y la aparición de los signos y síntomas por primera vez. El período puede ser tan corto como algunos minutos.[cita requerida]
Aunque latencia o período de latencia pueden ser sinónimos, a veces se hace una diferencia entre estos términos y el de período de incubación. Período de incubación es el que comprende el tiempo entre la infección y el inicio clínico de la enfermedad, y período latente el tiempo desde la infección hasta que se vuelve contagiosa, el cual suele ser más corto.[cita requerida]
Una persona puede ser portador de un microorganismo, tal como el estreptococo en la garganta, sin exhibir ningún síntoma. Dependiendo de la enfermedad, una persona puede o no ser capaz de transmitir la enfermedad a otros durante el período latente.[cita requerida]

## Ejemplos
Los períodos de incubación varían y usualmente se expresan en términos de rango. Cuando es posible, es mejor expresar el promedio y el décimo y nonagésimo percentil, aunque esta información no está siempre disponible. Los valores mencionados están acomodados en orden ascendente por números de variantes días, aunque en algunos casos el promedio debe ser inferido.
Para muchas condiciones, los períodos de incubación son más largos en los adultos que en los niños.
| Enfermedad                                  | Período de incubación           | Referencia                                              |
| ------------------------------------------- | ------------------------------- | ------------------------------------------------------- |
| Celulitis causada por Pasteurella multocida | menos de 1 día                  |                                                         |
| Cólera                                      | 1                               |                                                         |
| Gripe                                       | 1-4 días                        |                                                         |
| Escarlatina                                 | 1-4 días                        |                                                         |
| Resfriado común                             | 2-5 días                        | Archivado el 26 de mayo de 2011 en Wayback Machine.     |
| Ébola                                       | 95% 1-21 días ; 98% 1-42 días   |                                                         |
| Fiebre manchada de las Montañas Rocosas     | 2-14 días                       | Archivado el 26 de mayo de 2011 en Wayback Machine.     |
| Coronavirus                                 | 5-14 días                       |                                                         |
| SRAS                                        | hasta 10 días                   |                                                         |
| Roséola                                     | 5-15 días                       |                                                         |
| Polio                                       | 7-14 días                       |                                                         |
| Tos ferina                                  | 7-10 días (4- 21 días)          | Archivado el 13 de julio de 2020 en Wayback Machine.    |
| Sarampión                                   | 9-12 días                       | Archivado el 4 de diciembre de 2010 en Wayback Machine. |
| Viruela                                     | 7-17 días                       |                                                         |
| Tétanos generalizado                        | 7-21 días                       |                                                         |
| Varicela                                    | 14-16 días                      | Archivado el 26 de mayo de 2011 en Wayback Machine.     |
| Eritema infeccioso                          | 13-18 días                      | Archivado el 26 de mayo de 2011 en Wayback Machine.     |
| Parotiditis                                 | 14- 18(hasta 25) días           | Nota.                                                   |
| Rubéola                                     | 14-21 días                      | Archivado el 26 de mayo de 2011 en Wayback Machine.     |
| Mononucleosis infecciosa                    | 28-42 días                      |                                                         |
| Kuru                                        | promedio entre 10,3 y 13,2 años |                                                         |